# دارشیل سفری
دارشیل سفری (زادهٔ ۹ مارس ۱۹۹۷) بازیگر اهل کشور هند است. او با بازی در اولین فیلمش به نام ستاره‌های روی زمین نامش بر سر زبان‌ها افتاد. سفری توسط نویسندهٔ اسکریپت و مدیر خلاق آمل گوپت در اواخر سال ۲۰۰۶ کشف شد، زمانی که او به دنبال یک بازیگر مرد برای فیلم «Taare Zameen Par»(ستاره‌های روی زمین)بود. گوپت بعد از جستجوی بسیار، سفری را در مدرسهٔ رقص «شیماک داور» کشف کرد. او در فیلم زوککومن ایفای نقش کرده‌است و همچنین در سال ۲۰۱۲ در بچه‌های نیمه‌شب نیز ایفای نقش کرد.او در فیلم خدا را شکر بازی کرده است.